# Europride

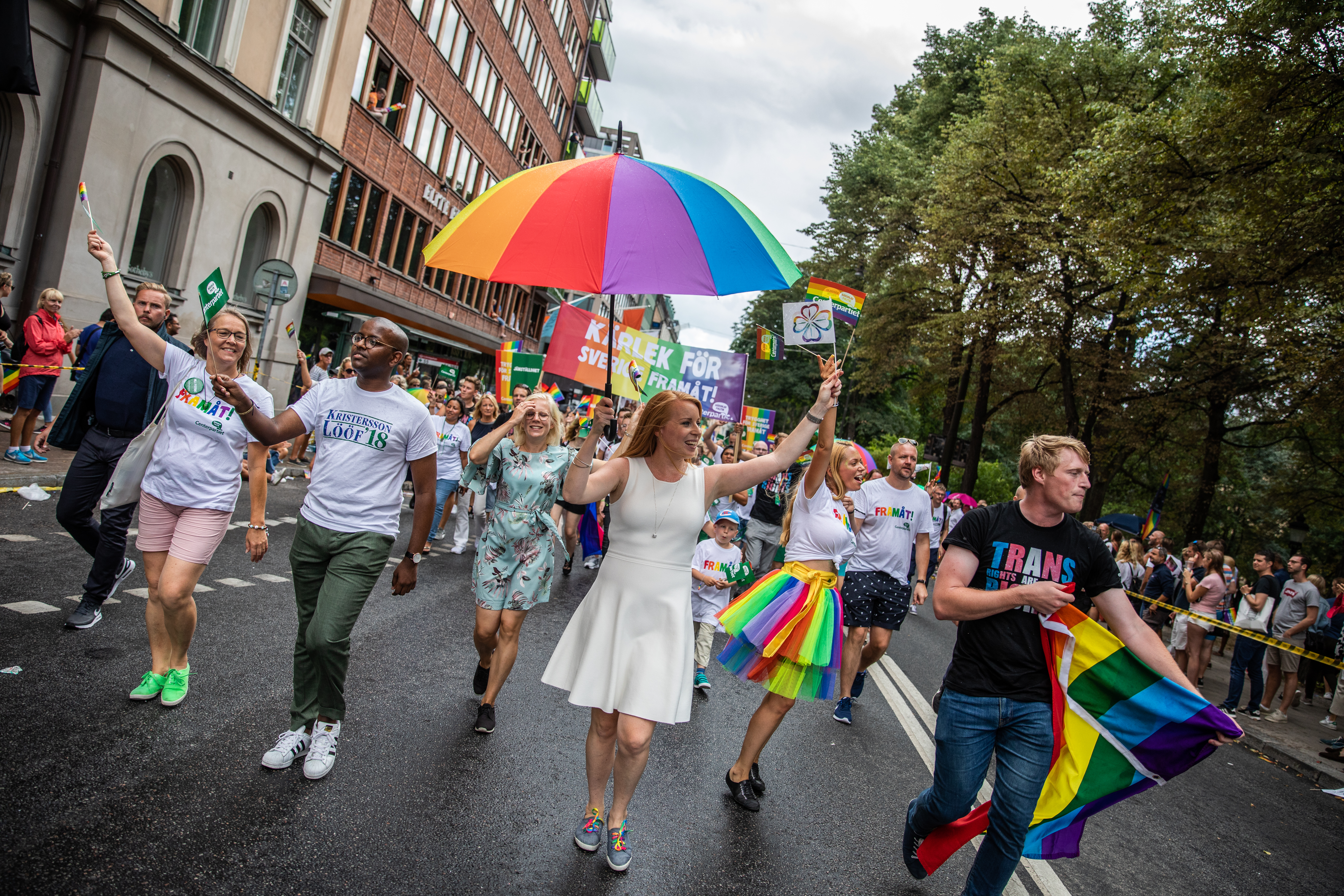
EuroPride-Parade in Stockholm (2018)

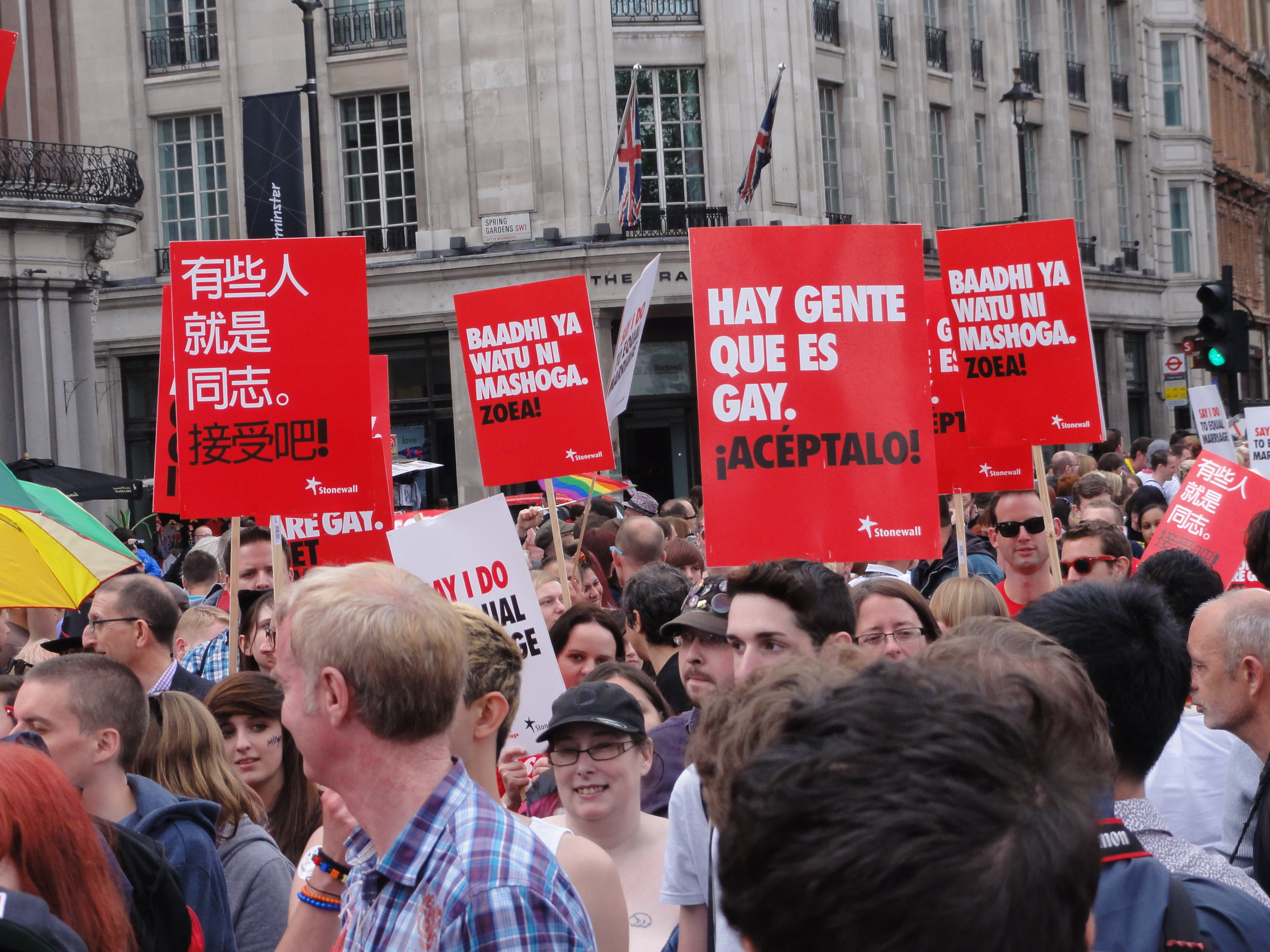
Mehrsprachige Demonstrationsschilder bei der World- und EuroPride London (2012)

EuroPride ist eine seit 1992 stattfindende, paneuropäische Pride-Veranstaltung, die jeden Sommer in einer europäischen Stadt stattfindet.
Einige Wochen lang finden in der jeweiligen Stadt künstlerische, Menschenrechts- sowie Sportveranstaltungen statt, die am letzten Wochenende mit einer großen Paradendemonstration (à la Christopher Street Day), Livemusik, einer Menschenrechtskonferenz, Musikfestivals und Clubveranstaltungen, sowie Gedenkveranstaltungen für AIDS-Opfer enden.

## Hintergrund und Organisation
1991 wurde in London die mittlerweile in Belgien registrierte European Pride Organisers Association (EPOA) auf Initiative der Prideveranstalter aus London, Berlin und Amsterdam gegründet. Derzeitige Präsidentin der EPOA ist die lettische Menschenrechtsaktivistin Kristine Garina. Die Organisation, die mittlerweile ca. 150 Mitgliederorganisationen in 35 europäischen Ländern zählt (davon dreizehn in Deutschland, eine in Österreich und zwei in der Schweiz), vergibt seit 1992 (mit Ausnahme von 1995 und 1999) den Titel „EuroPride“ an eine ihrer kandidierenden Mitgliederorganisationen. Diese bietet dann ein größeres Rahmenprogramm als eine „normale“ Pride und ist auf europäische Teilnahme ausgerichtet. Die EPOA ist Mitglied von InterPride und unterstützt ihrerseits nationale Netzwerke wie die CSD Deutschland oder das UK Pride Organisers Network.
2019 fand die EuroPride in Wien (Österreich) statt. Zum ersten Mal in der Geschichte der Veranstaltung trat ein amtierendes Staatsoberhaupt eines Landes auf. Der österreichische Bundespräsident, Alexander Van der Bellen, betonte, „LGBTIQ-Rechte sind Menschenrechte“.
Das serbische Innenministerium hatte den am 17. September als symbolischen Höhepunkt der Europride geplanten Marsch durch die Innenstadt und auch Gegendemonstrationen aufgrund von Sicherheitsbedenken untersagt. Es folgten zahlreiche Proteste wegen der Absage. Kurzfristig gestattete Ministerpräsidentin Ana Brnabić den auf wenige hundert Meter verkürzten und unter starken Polizeischutz gestellten Umzug doch. Es kam zu Zusammenstößen zwischen Hooligans und den Sicherheitskräften.

## Orte
Die Tabelle ist chronologisch geordnet.
| Jahr | Ort                 | Land                   | Organisation                                                                | Motto | Besucherzahlen                          |
| ---- | ------------------- | ---------------------- | --------------------------------------------------------------------------- | --- | --------------------------------------- |
| 1992 | London              | Vereinigtes Königreich |                                                                             | |                                         |
| 1993 | Berlin              | Deutschland            |                                                                             | |                                         |
| 1994 | Amsterdam           | Niederlande            |                                                                             | | ca. 67.000                              |
| 1996 | Kopenhagen          | Dänemark               | Copenhagen Pride Association                                                | | ca. 35.000                              |
| 1997 | Paris               | Frankreich             |                                                                             | |                                         |
| 1998 | Stockholm           | Schweden               |                                                                             | |                                         |
| 2000 | Rom                 | Italien                | Circolo di Cultura omosessuale – Mario Mieli                                | In Pride we trust (Auf Pride vertrauen wir)                                                                                             |                                         |
| 2001 | Wien                | Österreich             |                                                                             | |                                         |
| 2002 | Köln                | Deutschland            | Kölner Lesben- und Schwulentag e. V.                                        | Cologne celebrates diversity (Köln feiert Diversität)                                                                                   | ca. 1.200.000                           |
| 2003 | Manchester          | Vereinigtes Königreich |                                                                             | |                                         |
| 2004 | Hamburg             | Deutschland            | Hamburg Pride e. V.                                                         | Love breaks barriers (Liebe bricht Grenzen)                                                                                             | 500.000                                 |
| 2005 | Oslo                | Norwegen               | Europride Oslo AS                                                           | | 70.000–100.000                          |
| 2006 | London              | Vereinigtes Königreich |                                                                             | |                                         |
| 2007 | Madrid              | Spanien                | Colectivo de Lesbianas, Gays, Transexuales y Bisexuales de Madrid           | Now Europa, Equality is possible (Jetzt Europa, Gleichberechtigung ist möglich)                                                         | 2.500.000                               |
| 2008 | Stockholm           | Schweden               | Stockholm Pride Agency                                                      | Swedish Sin Breaking Borders (Schwedische Sünde bricht Grenzen)                                                                         | 80.000                                  |
| 2009 | Zürich              | Schweiz                | EuroPride 09 Organising Association                                         | Celebrating 40 years with Pride (40 Jahre mit Pride feiern)                                                                             | 100.000                                 |
| 2010 | Warschau            | Polen                  | Fundacja Równości                                                           | Freedom, equality, tolerance! (Freiheit, Gleichberechtigung, Toleranz)                                                                  | 8.000–15.000                            |
| 2011 | Rom                 | Italien                | Circolo di Cultura omosessuale – Mario Mieli                                | Build your Pride! (Baue deinen Stolz/Pride auf!)                                                                                        | 1.000.000                               |
| 2012 | London              | Vereinigtes Königreich | Pride London                                                                | |                                         |
| 2013 | Marseille           | Frankreich             | LGP Marseille                                                               | L’Europe en marche pour l’égalité – Europe on the move for equality! (Europa auf Marsch für die Gleichberechtigung)                     | 7.500–50.000                            |
| 2014 | Oslo                | Norwegen               | Oslo Pride AS                                                               | | 20.000                                  |
| 2015 | Riga                | Lettland               | Lesbiešu, geju, biseksuāļu, transpersonu un viņu draugu apvienība „Mozaīka” | Be the Change! Make History! Changing history is hot! (Sei die Veränderung! Schreibe Geschichte! Die Geschichte zu verändern ist heiß!) | 5.000                                   |
| 2016 | Amsterdam           | Niederlande            | Stichting Amsterdam Gay Pride                                               | JOIN our freedom, feel free to join us! (Werden Sie Teil unserer Freiheit, schließe dich uns an!)                                       | 560.000                                 |
| 2017 | Madrid              | Spanien                | Colectivo de Lesbianas, Gays, Transexuales y Bisexuales de Madrid           | For the LGBTI rights over the world (Für LGBTI-Rechte überall auf der Welt)                                                             | 3.000.000                               |
| 2018 | Stockholm, Göteborg | Schweden               | Stockholm Pride, West Pride (Göteborg)                                      | Two Cities, One Festival – for a United Europe (Zwei Städte, ein Festival – für ein geeintes Europa)                                    | 55.000–60.000                           |
| 2019 | Wien                | Österreich             | HOSI Wien                                                                   | Visions of Pride (Visionen der Pride)                                                                                                   | 460.000–500.000                         |
| 2020 | Thessaloniki        | Griechenland           | Thessaloniki Pride                                                          | Welcome to the future, where everyone can join (Willkommen in der Zukunft, wo jede*r mitmachen kann)                                    | Aufgrund der COVID-19-Pandemie abgesagt |
| 2021 | Kopenhagen          | Dänemark               | Copenhagen Pride and Copenhagen 2021                                        | You are included (Du bist dabei) |                                         |
| 2022 | Belgrad             | Serbien                | Belgrade Pride                                                              | It’s time! / Vreme je! (Es ist an der Zeit)                                                                                             | ca. 10.000                              |
| 2023 | Valletta            | Malta                  |                                                                             | Equality from the Heart (Im Herzen gleich)                                                                                              |                                         |
| 2024 | Thessaloniki        | Griechenland           |                                                                             | |                                         |
| 2025 | Lissabon            | Portugal               |                                                                             | |                                         |